# What's My Name?
What's My Name? è un brano musicale della cantante barbadiana Rihanna, in duetto con il rapper canadese Drake, estratto come secondo singolo dal suo quinto album di inediti, Loud. Scritto da Ester Dean, Stargate, Tracy Hale e dallo stesso Drake, è stato presentato inedito il 15 ottobre 2010. Il singolo si aggiudica le prime rotazioni radiofoniche negli Stati Uniti il 26 ottobre 2010. Per il mercato digitale, invece, è stato pubblicato in alcuni Paesi europei dal 29 ottobre 2010, mentre nel Nordamerica è uscito il 1º novembre 2010. In Italia è stato pubblicato il 15 novembre 2010.
I critici musicali l'hanno esaltato per l'abilità vocale di Rihanna. Molti gradirono la natura romantica del brano, e anche i suoi toni sessuali. Si è sollevata tuttavia anche qualche critica negativa contro il testo di Drake che in un'allusione sessuale fa riferimento alla radice quadrata di 69. What's My Name? ha scalato le classifiche dei singoli più venduti in molte nazioni, ponendosi al primo posto negli Stati Uniti, offrendo a Rihanna il terzo brano alla numero uno del 2010, e l'ottavo in totale. Il brano ha raggiunto la vetta delle classifiche in Brasile, Ungheria e Regno Unito ed è entrato nelle prime cinque posizioni in Canada, Irlanda, Nuova Zelanda, Norvegia e Slovacchia.

## Pubblicazione e descrizione
What's My Name? è un brano mid-tempo electro-R&B, prodotto dal trio norvegese Stargate, che riporta Rihanna al "pop isolano" dei primi anni della sua carriera.
Il brano è nato come un semplice remix di Drake su una melodia cantata da Rihanna. La collaborazione tra i due artisti non è stata una decisione delle case discografiche ma la stessa Rihanna, a lavoro terminato, ha personalmente invitato il rapper a duettare con lei nel brano. A proposito di Drake ha dichiarato: "Drake è il rapper più acclamato del momento e noi abbiamo sempre cercato di lavorare assieme. Lui è l'unica persona a cui ho pensato che potesse veramente capire la melodia della canzone, e quando l'ha sentita ha detto: "So bene cosa fare. Mi piace." e tre giorni dopo l'ha fatta così come volevo".
La versione con Drake, che in un primo momento era stata realizzata esclusivamente come remix da includere come bonus track nel nuovo album di Rihanna Loud, è stata scelta come versione ufficiale del brano.
In un'intervista con HitQuarters, Hale rivelò di essere stata convinta da Ester Dean a scrivere What's My Name? e, più genericamente, Loud. Nell'intervista, disse "il mio contributo l'ho dato soprattutto al testo, Ester ha creato in prevalenza la melodia. È stato comunque un lavoro di gruppo - è difficile spiegare la formula in certi brani musicali perché gli Stargate fanno la loro parte, Ester fa la sua parte, io anche - nessuno fa solo una cosa". Appena le fu chiesto come fosse venuto alla luce il brano, rispose "Oh! Amore, amore e amore! Ed è sensuale - è venuto fuori come un brano molto sexy, e poi abbiamo posto sopra qualcos'altro di sexy." Jocelyn Vena da MTV descrisse la portata vocale e il contenuto del testo come "insolente". Lamb scrisse che "nel testo, What's My Name? corrisponde a dolci, insignificanti nullità sessuali", lanciando una leggera critica alla debolezza del contenuto.
Rihanna ha definito la collaborazione con Drake "tenera e allegra", sostenuta anche da Stacy Anderson da Spin e Nick Levine da Digital Spy quando andarono a scrivere nelle loro recensioni delle allusioni sessuali del testo. In particolare, Anderson e Levine constatarono una battuta giocata sull'algebra durante la parte vocale di Drake, in cui dice: "La radice quadrata di 69 è otto e qualcosa. Perché ho cercato di risolverla". Megan Vick da Billboard ha scritto che "il rigoglioso turno vocale di Rihanna denota un sorprendente salto nella maturità dai precedenti singoli".
Il brano si apre con la pronuncia di un'orecchiabile melodia da parte di Rihanna, seguita da una strofa dolcemente rappata da Drake. Il risultato è un'alternanza di sonorità hip hop e godibili basi ska. Nella sua strofa rap Drake cita la canzone Say My Name delle Destiny's Child. Bill Lamb da About.com scrisse che prima del canto di Rihanna dominasse un'intima impalcatura di "sognanti ritmi drum machine". Il critico descrisse la musica di sottofondo come "semplice" e "atmosferica".

## Accoglienza
Il brano è stato esaltato da diversi critici musicali. Jocelyn Vena di MTV l'ha definito "elegante" e "tutto basato sul sesso e sull'amore", ma ha gradito la parte musicale di Drake e il ritornello. Bill Lamb di About.com torna ad elogiare per l'ennesima volta Rihanna, dichiarando che "sembra un altro dei pezzi forti nelle mani della cantante". Molly Lambert di Pitchfork Media ha elogiato la parte musicale di Rihanna, in particolar modo quel "ooh na na what's my name": "Rihanna non ha bisogno di dirci quanto sia piacevole: è un dato di fatto! Non c'è mai nessun dubbio sui suoi successi che potrebbe veramente essere l'unica ragazza al mondo". Nicki Levine dal Digital Spy scrive: "Mantiene l'alta classe persino quando Drake allude per scherzo alla "radice quadrata di sessantanove" e Rihanna pronuncia un'allusione non molto sfuggente al sesso orale". Megan Vick da Billboard ha detto: "Quanto What's My Name? sia uno sforzo congiunto, Rihanna ben gestisce il brano esprimendo una versione più raffinata del suo personaggio pop."

## Video musicale
Rihanna ha registrato il video il 26 settembre 2010 a New York col regista Philip Andelman. Prima della sua presentazione, in rete circolarono numerosi filmati della sua realizzazione con Rihanna a spasso per il quartiere del Central Park. Le riprese sono state aperte agli sguardi dei fan e sono state anticipate da un gran numero di scatti fotografici che ritraggono la cantante in giro per le strade della città. Le parti del video dove partecipa Drake sono state registrate il 27 ottobre.
Il video è stato mostrato in anteprima il 12 novembre 2010 sul canale VEVO di YouTube di Rihanna. Il video, ambientato sempre a New York, comincia in una drogheria: Rihanna e Drake si incontrano per la prima volta e parte subito un intrigante gioco di sguardi. Drake non riesce a distogliere lo sguardo dal fondoschiena della cantante e la segue sino ad un frigorifero. Si alternano poi le scene che vedono la cantante, vestita con hot pants di una fantasia di vario colore, collant a rete e calzettoni arancioni, top nero scollato, giacchino zebrato e capelli ricci rossi, girovagare per le strade di New York e le scene nel suo appartamento in compagnia di Drake. Al termine del video il rapper sussurra "I Love You" nell'orecchio di Rihanna e la bacia. Il video è il secondo più visto di Rihanna e uno dei più visti in rete con oltre le 360 milioni visualizzazioni. È uno dei video che ha ottenuto la certificazione Vevo.

## Tracce
Download digitale
1. What's My Name? (con Drake) - 4:25

EP - The Remixes
1. "What's My Name?" (Low Sunday Up On It Extended) - 5:03
2. "What's My Name?" (Low Sunday Up On It Instrumental) - 5:00
3. "What's My Name?" (Kik Klap Mixshow) - 4:10
4. "What's My Name?" (Original Version Clean) - 4:27

## Successo commerciale
What's My Name? segue il travolgente successo del precedente singolo, Only Girl (in the World). La sua fortuna si apre nei primi giorni di novembre, grazie ai passaggi in radio del brano nel Nordamerica, motivo che gli concede di attestarsi alla sessantesima posizione della Billboard Hot 100 e alla trentasettesima della Billboard Pop 100. Il brano diventa subito il sesto numero uno nella classifica statunitense di Rihanna nella sua carriera solista, e l'ottava numero uno contando Love The Way You Lie e Live Your Life, saltando direttamente dalla sessantesima posizione alla prima con circa 235 000 copie digitali vendute in una settimana. Nella sua seconda settimana la canzone è scesa alla sesta posizione della classifica digitale statunitense, vendendo 152 000 copie (il 35% in meno rispetto alla settimana precedente).
In Regno Unito, in seguito all'uscita di Loud, What's My Name? ha esordito al diciottesimo posto il 27 novembre 2010. La settimana dopo, quella culminante il 5 dicembre, la canzone ha raggiunto la posizione numero otto, e nel corso dello stesso periodo di tempo, Rihanna ha avuto due brani in top ten: Only Girl (in the World) alla 7ª posizione e Who's That Chick (singolo di David Guett in collaborazione con la barbadiana) al 9º posto. Grazie a ciò, Rihanna è divenuta la quarta artista nella storia britannica a conseguire un simile risultato. L'andamento del brano si è settimanalmente incrementato, fino a giungere al vertice delle classifiche il 9 gennaio 2011.

## Classifiche

### Classifiche settimanali
| Classifica (2010/2011) | Posizione massima |
| ---------------------- | ----------------- |
| Australia              | 18                |
| Austria                | 13                |
| Belgio (Fiandre)       | 28                |
| Belgio (Vallonia)      | 40                |
| Canada                 | 5                 |
| Danimarca              | 19                |
| Francia                | 16                |
| Germania               | 12                |
| Irlanda                | 3                 |
| Italia                 | 8                 |
| Norvegia               | 4                 |
| Nuova Zelanda          | 3                 |
| Paesi Bassi            | 20                |
| Regno Unito            | 1                 |
| Repubblica Ceca        | 36                |
| Slovacchia             | 3                 |
| Spagna                 | 42                |
| Stati Uniti            | 1                 |
| Svezia                 | 20                |
| Svizzera               | 13                |
| Ungheria               | 1                 |

### Classifiche di fine anno
| Classifica (2010/2011) | Posizione |
| ---------------------- | --------- |
| Canada                 | 32        |
| Regno Unito            | 27        |
| Stati Uniti            | 20        |
| Ungheria               | 33        |

## Date di pubblicazione
| Paese         | Data             | Formato           | Etichetta |
| ------------- | ---------------- | ----------------- | --------- |
| Australia     | 29 ottobre 2010  | Download digitale | Def Jam   |
| Francia       | 29 ottobre 2010  | Download digitale | Def Jam   |
| Nuova Zelanda | 29 ottobre 2010  | Download digitale | Def Jam   |
| Spagna        | 29 ottobre 2010  | Download digitale | Def Jam   |
| Canada        | 1º novembre 2010 | Download digitale | Def Jam   |
| Stati Uniti   | 1º novembre 2010 | Download digitale | Def Jam   |
| Italia        | 15 novembre 2010 | Download digitale | Def Jam   |